# Erpetosuchus
Erpetosuchus es un género extinto de reptil que vivió durante el Triásico tardío. La especie tipo de Erpetosuchus es E. granti. Fue descrito inicialmente por E.T.Newton en 1894 a partir de restos hallados en el noreste de Escocia, incluyendo cuatro especímenes que datan de finales del Carniano en la Formación Lossiemouth Sandstone. Restos adicionales de Erpetosuchus se han hallado en la Formación New Haven de Connecticut en el este de Estados Unidos, aunque estos no han sido atribuidos a la especie E. granti. La relación de Erpetosuchus con otros arcosaurios es incierta. Entre 2000 a 2002, fue considerado como un pariente cercano del grupo Crocodylomorpha, el cual incluye a los crocodilianos actuales y a muchos parientes extintos. Sin embargo, esta relación fue cuestionada en 2012 por un análisis que encontró que la situación filogenética de Erpetosuchus es muy incierta.

## Material

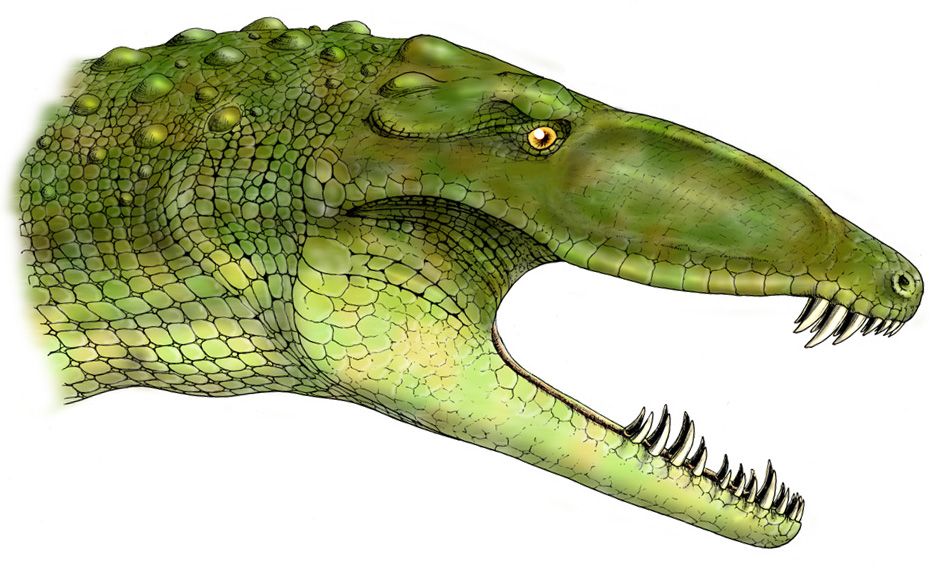
Erpetosuchus.

Los primeros restos conocidos de Erpetosuchus fueron hallados en la Formación Lossie Mouth Sandstone en Escocia, que se remonta al final de la época del Carniense del Triásico Superior. El espécimen holotipo es BMNH R3139 y consiste en un cráneo y un esqueleto postcraneal parcial.
Durante una salida de campo en 1995 en la zona inferior de la Formación New Haven en Connecticut, el paleontólogo estadounidense Paul E. Olsen descubrió un cráneo parcial que, después de ser preparado y descrito en 2000 (Olsen et al. 2000), se considera referible a Erpetosuchus. Este fue el primer registro de Erpetosuchus por fuera de Europa. Al espécimen se le dio el número de catálogo AMNH 29300, y aparte de tener el lado derecho del cráneo, incluye algunas vértebras y huesos indeterminados asociados. La edad de la parte inferior de la Formación New Haven indica una edad del Noriano.

## Sistemática
Erpetosuchus granti fue asignado originalmente a Thecodontia, pero este término ya no es considerado como válido en la literatura científica debido a que es una agrupación parafilética de arcosaurios primitivos.
Un análisis filogenético más reciente realizado por Olsen et al. (2000) encontró que E. granti es el taxón hermano de Crocodylomorpha. estos fueron unidos en un clado por las siguientes sinapomorfias:
- Contacto medial de los maxilares (huesos de la mandíbula superior) formando un hueso palatal secundario.
- Ausencia de un hueso postfrontal en la parte superior del cráneo.
- Huesos parietales fusionados con un rastro de una sutura entre estos.

Benton y Walker (2002) encontraron la misma relación de grupos hermanos y propusieron el nombre Bathyotica para el clado que contiene a Erpetosuchus y Crocodylomorpha.
Nesbitt y Butler (2012) incluyeron a Erpetosuchus dentro de un análisis filogenético más comprehensivo y encontraron que se agrupaba con el arcosaurio Parringtonia del Triásico Medio de Tanzania. Ambos eran parte del clado Erpetosuchidae. Nesbitt y Butler no encontraron soporte para la relación de grupos hermanos propuesta para Erpetosuchus y Crocodylomorpha. En vez de ello, los erpetosúquidos forman una politomía o relación evolutiva sin resolver en la base de Archosauria junto con otros varios grupos. Podrían tener muchas posiciones dentro de Archosauria, pero en ninguna de ellas serían un taxón cercano a Crocodylomorpha.